# Asociación de Fútbol Profesional de Pastaza
La Asociación de Fútbol Profesional de Pastaza es un subdivisión de la Federación Deportiva de Pastaza en el Ecuador. Funciona como asociación de equipos de fútbol dentro de la Provincia de Pastaza. Bajo las siglas AFP, esta agrupación está afiliada a la Federación Ecuatoriana de Fútbol.

## Clubes Afiliados
| Equipos de Segunda División  | Equipos de Segunda División               | Equipos de Segunda División  | Equipos de Segunda División     | Equipos de Segunda División  | Equipos de Segunda División  | Equipos de Segunda División  | Equipos de Segunda División  | Equipos de Segunda División  | Equipos de Segunda División  | Equipos de Segunda División  |
| Segunda Categoría de Pastaza | Segunda Categoría de Pastaza              | Segunda Categoría de Pastaza | Segunda Categoría de Pastaza    | Segunda Categoría de Pastaza | Segunda Categoría de Pastaza | Segunda Categoría de Pastaza | Segunda Categoría de Pastaza | Segunda Categoría de Pastaza | Segunda Categoría de Pastaza | Segunda Categoría de Pastaza |
| .                            | Equipo                                    | Sede                         | Estadio                         | Títulos Provinciales         | Subtítulos Provinciales      |                              |                              |                              |                              |                              |
| ---------------------------- | ----------------------------------------- | ---------------------------- | ------------------------------- | ---------------------------- | ---------------------------- | ---------------------------- | ---------------------------- | ---------------------------- | ---------------------------- | ---------------------------- |
| 1                            | Danubio Sporting Club                     | Puyo                         | Víctor Hugo Georgis             | 0                            | 1                            |                              |                              |                              |                              |                              |
| 2                            | Club Deportivo El Recreo                  | Puyo                         | Víctor Hugo Georgis             | 1                            | 0                            |                              |                              |                              |                              |                              |
| 3                            | La Cantera de Pastaza                     | Puyo                         | Víctor Hugo Georgis             | 0                            | 0                            |                              |                              |                              |                              |                              |
| 4                            | Pastaza Sporting Club                     | Puyo                         | Víctor Hugo Georgis             | 0                            | 0                            |                              |                              |                              |                              |                              |
| 5                            | S.R.P.Mera                                | Mera                         | Liga Deportiva Cantonal de Mera | 0                            | 0                            |                              |                              |                              |                              |                              |
| Equipos inactivos            |                                           |                              |                                 |                              |                              |                              |                              |                              |                              |                              |
| 1                            | Club Social, Cultural y Deportivo Cumandá | Puyo                         | Víctor Hugo Georgis             | 5                            | 6                            |                              |                              |                              |                              |                              |

| 1  | Club Deportivo Sarayaku             | Sarayaku |
| 2  | Club Bahía Juvenil                  | Puyo     |
| 3  | Club Deportivo Puyo                 | Puyo     |
| 4  | Club Técnico Shell                  | Shell    |
| 5  | Pastaza Moto Club                   | Puyo     |
| 6  | Club Social y Deportivo Caniches    | Puyo     |
| 7  | Club Social y Deportivo Canelos     | Puyo     |
| 8  | Club Social y Deportivo Záparos     | Puyo     |
| 9  | Amazonas Fútbol Club                | Puyo     |
| 10 | Club Deportivo Cooperativa Amazonas | Puyo     |
| 11 | Club Deportivo Municipal Pastaza    | Puyo     |